# Wuchale
Wuchale este un oraș din Etiopia. În 2005 avea 6811 de locuitori.